# Department of Motor Vehicles

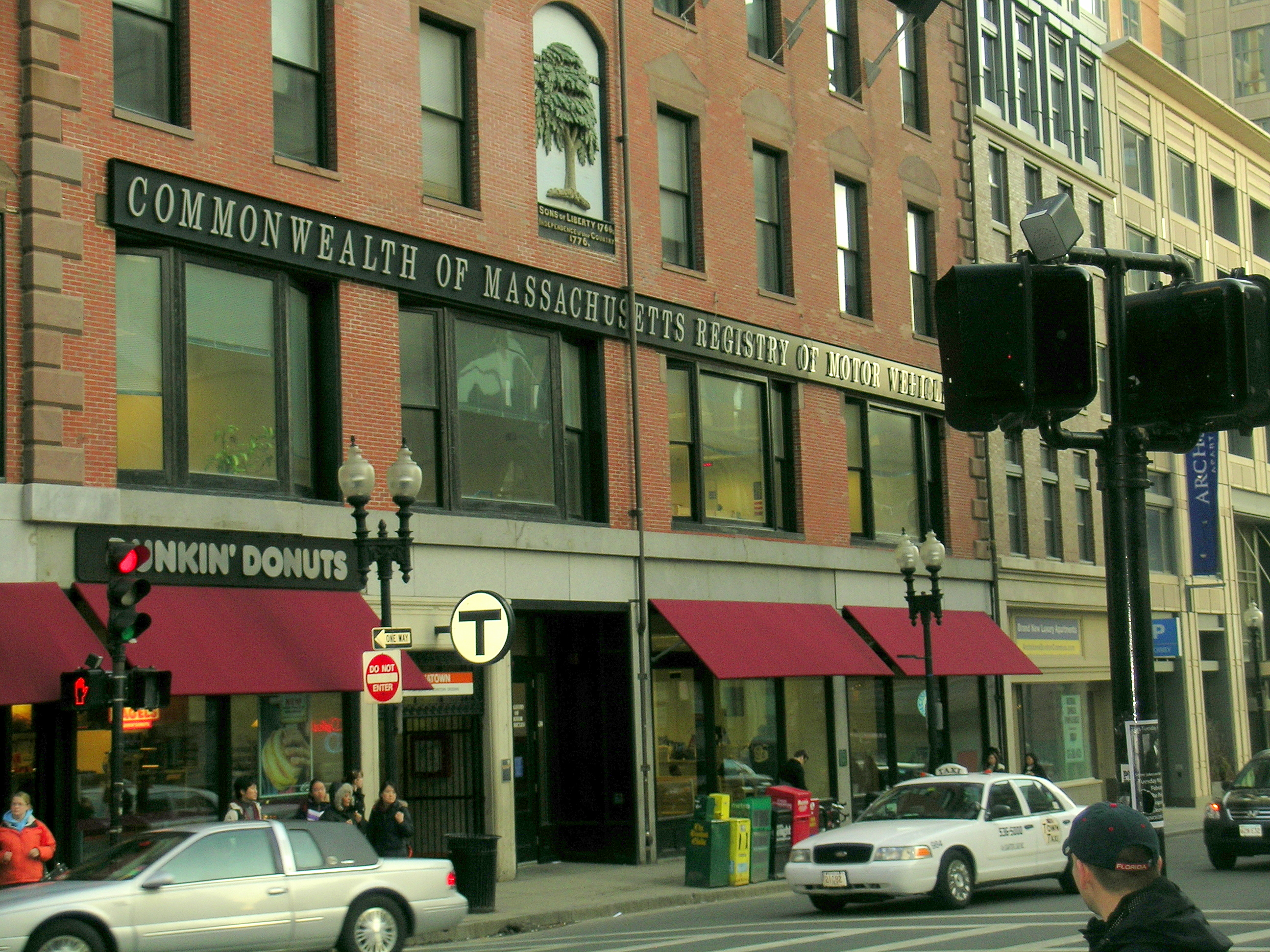
Registry of Motor Vehicles van Massachusetts

Het Department of Motor Vehicles (DMV) is een overheidsorganisatie in de Verenigde Staten die zich bezighoudt met de administratie van rijbevoegdheid, het afgeven van rijbewijzen en autoregistratie.
De naam "DMV" wordt niet in elke staat gebruikt, evenmin als de functies die een bedrijf uitvoert. De generale en algemene richtlijnen van de DMV is het afgeven van een rijbewijs voor diegenen die daar bevoegd voor zijn.

## Organisatie
Het afgeven van een rijbewijs wordt in elke staat van Amerika gehanteerd en gecontroleerd, behalve in de staat Hawaï, waar de counties het rijbewijs afgeven.

### Namen
"Department of Motor Vehicles" is de richtlijn qua naam, volgens de Uniform Vehicle Code. De uitspraak "DMV" wordt in het algemeen overal gebruikt, maar haar naam varieert per staat.
| Staat (of Staten)                                                                                            | Naam                                                                                  |
| --- | ------------------------------------------------------------------------------------- |
| Californië, Connecticut, District of Columbia, Nebraska, New York, Nevada, South Carolina, Vermont, Virginia | Department of Motor Vehicles                                                          |
| Alaska, Colorado, Idaho, Kansas, New Hampshire, North Carolina, Rhode Island, Utah, Wisconsin                | Division of Motor Vehicles                                                            |
| Alabama, Arizona, New Mexico                                                                                 | Motor Vehicle Division                                                                |
| Indiana, Maine                                                                                               | Bureau of Motor Vehicles                                                              |
| Ohio | Department of Public Safety - Bureau of Motor Vehicles                                |
| Florida | Department of Highway Safety and Motor Vehicles                                       |
| Georgia | Department of Driver Services                                                         |
| Illinois | Secretary of State, Vehicle Services Department and Driver Services Department        |
| Iowa | Department of Transportation                                                          |
| Kentucky | Transportation Cabinet                                                                |
| Arkansas, Louisiana                                                                                          | Office of Motor Vehicles                                                              |
| Maryland | Motor Vehicle Administration                                                          |
| Massachusetts                                                                                                | Registry of Motor Vehicles                                                            |
| Michigan | Secretary of State                                                                    |
| Minnesota | Department of Public Safety - Division of Driver and Vehicle Services                 |
| Nevada | Department of Motor Vehicles and Public Safety                                        |
| New Jersey                                                                                                   | New Jersey Motor Vehicle Commission                                                   |
| North Dakota                                                                                                 | Motor Vehicle Division, Drivers License and Traffic Safety Division                   |
| Oklahoma | Department of Public Safety, Oklahoma Tax Commission                                  |
| Oregon | Oregon Department of Transportation Driver and Motor Vehicles Services Division (DMV) |
| Pennsylvania                                                                                                 | Pennsylvania Department of Transportation                                             |
| Tennessee | Department of Revenue, Taxpayer and Vehicle Services Division                         |
| Texas | Texas Department of Transportation, Texas Department of Public Safety                 |
| Washington                                                                                                   | Department of Licensing                                                               |

## Gelijksoortige organisatie in andere landen
- Australië
  - Queensland - Queensland Transport
  - New South Wales - Roads and Traffic Authority (RTA)
  - Australisch Hoofdstedelijk Territorium - Road Transport Authority
  - Victoria - Vicroads
  - Tasmanië - Department of Infrastructure, Energy & Resources
  - Zuid-Australië - Transport SA
  - Noordelijk Territorium - Motor Vehicle Registry
  - West-Australië - Department for Planning and Infrastructure
- Brazilië - DENATRAN
- Bulgarije - Traffic Police
- Canada
  - Alberta - Service Alberta[4]
  - British Columbia - Office of the Superintendent of Motor Vehicles[5]
  - New Brunswick - Service New Brunswick
  - Nova Scotia - Access Nova Scotia
  - Ontario - Ministry of Transportation (MTO)
  - Quebec - Société de l'Assurance Automobile du Quebec (SAAQ)
  - Saskatchewan - Saskatchwean Auto Fund, Saskatchewan Government Insurance[6]
- Duitsland - Kraftfahrt-Bundesamt (KBA), Strassenverkehrsbehörde, TÜV/DEKRA
- Engeland – Driver and Vehicle Licensing Agency
  - Noord-Ierland - Driver & Vehicle Agency
- Filipijnen - Land Transportation Office
- Italië - Motorizzazione Civile
- Nederland - RDW (Dienst Wegverkeer), CBR (Centraal Bureau Rijvaardigheidsbewijzen)
- Nieuw-Zeeland - Land Transport New Zealand[7]
- Noorwegen - Statens vegvesen
- Portugal - Direcção Geral de Viação
- Spanje - Dirección General de Tráfico
- Tsjechië - Odbor dopravy Obecního úřadu obce s rozšířenou působností příslušný podle místa pobytu žadatele
- Zweden – Transportstyrelsen
- België - Dienst voor Inschrijvingen van Voertuigen (DIV)